# Лядова, Любовь Алексеевна
Любовь Алексеевна Лядова (род. 17 ноября 1952 года в г. Нолинск Кировской области) — советская лыжница, вице-чемпионка чемпионата мира 1982 года.

## Спортивная карьера
Лучшим достижением Любови Лядовой является серебряная медаль в эстафете на чемпионате мира 1982 года в Хольменколлене (Осло), в личных гонках — лучший результат 4 место на дистанции 20 км там же в Хольменколлене.
Любовь Лядова участвовала в Олимпийских играх 1984 в Сараево, где заняла 4 место вместе с эстафетной четверкой и была 7-й в гонке на 20 км.
Чемпионка СССР на дистанции 5 км (1978, 1981, 1983), 10 км (1981), в эстафете (1982).